# Mekanik Kommando
Mekanik Kommando is een newwaveband uit Nijmegen, Nederland, opgericht in 1980 en voortgekomen uit de band Zelek van Peter van Vliet en Lasika Panyigay. De muziek van de groep is een mix tussen jarentachtig-electro, coldwave en experimentele elektronische muziek.

## Geschiedenis
De band bestond uit Jack Kaat, Laszlo Panyigay, Peter van Vliet, Simon van Vliet en Mirjam van Hout. Na hun zesde album uit 1988 getiteld The Castle of Fair Welcome ging de band uiteen. Bassist Laszlo Panyigay bracht daarna in 1987 nog een elpee uit met de band Güler, getiteld The Salt on Your Face op Akzidanz en in de jaren negentig een aantal albums en maxisingles als Ulanbator.

### The Use of Ashes
Peter van Vliet, Simon van Vliet en Maarten Scherrenburg zetten de band voort met hun vervolgproject The Use of Ashes. Onder deze naam werden er diverse albums en singles uitgebracht, voornamelijk op het label Tonefloat.

## Discografie
- 1981 – It Would Be Quiet in the Woods If Only a Few Birds Sing (Torso)
- 1982 – Dancing Elephants (ep, Torso)
- 1982 – Snake Is Queen (Wereld Rekord, EMI)
- 1984 – Bay the Moon (Wereld Rekord)
- 1984 – Do (Rosebud Records)
- 1986 – ...And the Wind Died Down (Rosebud Records)
- 1986 – Shadow of a Rose (Rosebud Records)
- 1988 – The Castle of Fair Welcome (Rosebud Records)